# Poecilimon azdavayi
Poecilimon azdavayi är en insektsart som beskrevs av Ünal 2003. Poecilimon azdavayi ingår i släktet Poecilimon, och familjen vårtbitare. Inga underarter finns listade i Catalogue of Life.